# Ischnojoppa luteator
Ischnojoppa luteator är en stekelart som först beskrevs av Fabricius 1798.  Ischnojoppa luteator ingår i släktet Ischnojoppa och familjen brokparasitsteklar. Inga underarter finns listade i Catalogue of Life.